# Ferdinando Gasparo Turrini
Ferdinando Gasparo Turrini, detto Bertoncino o Bertoni l'orbo (Salò, 26 febbraio 1745 – Brescia, 11 gennaio 1829), è stato un organista e compositore italiano.
Nipote di Ferdinando Bertoni, di cui fu allievo a Venezia e di cui utilizzò anche il cognome. A Venezia fu maestro al cembalo nei teatri e operista di successo. Nel 1773, colpito da cecità, dovette abbandonare queste attività. Si trasferì a Padova dove aveva ottenuto il posto di organista alla Basilica di S. Giustina. Nel 1797 Padova fu occupata dalle truppe francesi, che estromisero i monaci di S. Giustina. Verso il 1800 il Turrini si trasferì a Brescia, dove fu organista ed insegnante molto apprezzato. È incerta la data della sua morte (fra il 1812 ed il 1829).
Turrini godette di grande stima fra i colleghi. Poco resta dei suoi lavori giovanili (nulla della produzione operistica), mentre ci sono pervenute molte partiture che aveva dettato, complete di consigli per l'esecuzione, ed alcune opere stampate.
Compose sonate per cembalo, per organo, per pianoforte, per pianoforte e violino, concerti per cembalo (o pianoforte) ed archi (di cui ce ne sono pervenuti cinque), musica vocale e strumentale, opere e cantate. Va segnalata la scelta, rara fra i compositori italiani suoi contemporanei, di comporre esplicitamente dal 1802 per il pianoforte (precedentemente indicava l'alternativa “per cembalo o pianoforte”).
Opere a stampa:
- Sei Sonate per cembalo e violino (Venezia 1784)
- Dodici sonate per il Cembalo-Pianoforte “dedicate al Signor Muzio Clementi Romano” (Milano 1807)